# Villa Corbinelli
Villa Corbinelli si trova in via San Matteo in Arcetri 30 a Firenze.

## Storia e descrizione
La villa, situata in posizione elevata alle spalle del Poggio Imperiale, non lontano dalla villa medicea, sorge in uno scenario rurale di ordinati campi di olivi e viti.
L'origine del complesso fu una casa da signore tre-quattrocentesca che i Corbinelli possedevano nella zona, assieme a numerose altre proprietà. Passata poi ai Brunelleschi, ai Minerbetti, ai Soderini e ai De' Ricci, nel 1534 fu dei Portinari, che la tennero per circa due secoli. Fu probabilmente questa famiglia che la trasformò in villa vera e propria a metà del Cinquecento, portandola alle dimensioni attuali.
Importanti lavori nell'Ottocento le diedero il volto attuale, raccordando i vari corpi di fabbrica su due terrazze: una padronale, superiore, attorno a un cortile oggi chiuso da una copertura trasparente, e una inferiore per i servizi, le attività di fattoria e il giardino all'italiana, dove si trova anche la piscina. 
La cappella, con piccolo campanile a vela, è sicuramente cinquecentesca.